# Erythrus laosensis
Erythrus laosensis är en skalbaggsart som beskrevs av J. Linsley Gressitt och Yves Rondon 1970. Erythrus laosensis ingår i släktet Erythrus och familjen långhorningar.
Artens utbredningsområde är Laos. Inga underarter finns listade i Catalogue of Life.